# اختبار التسرخس

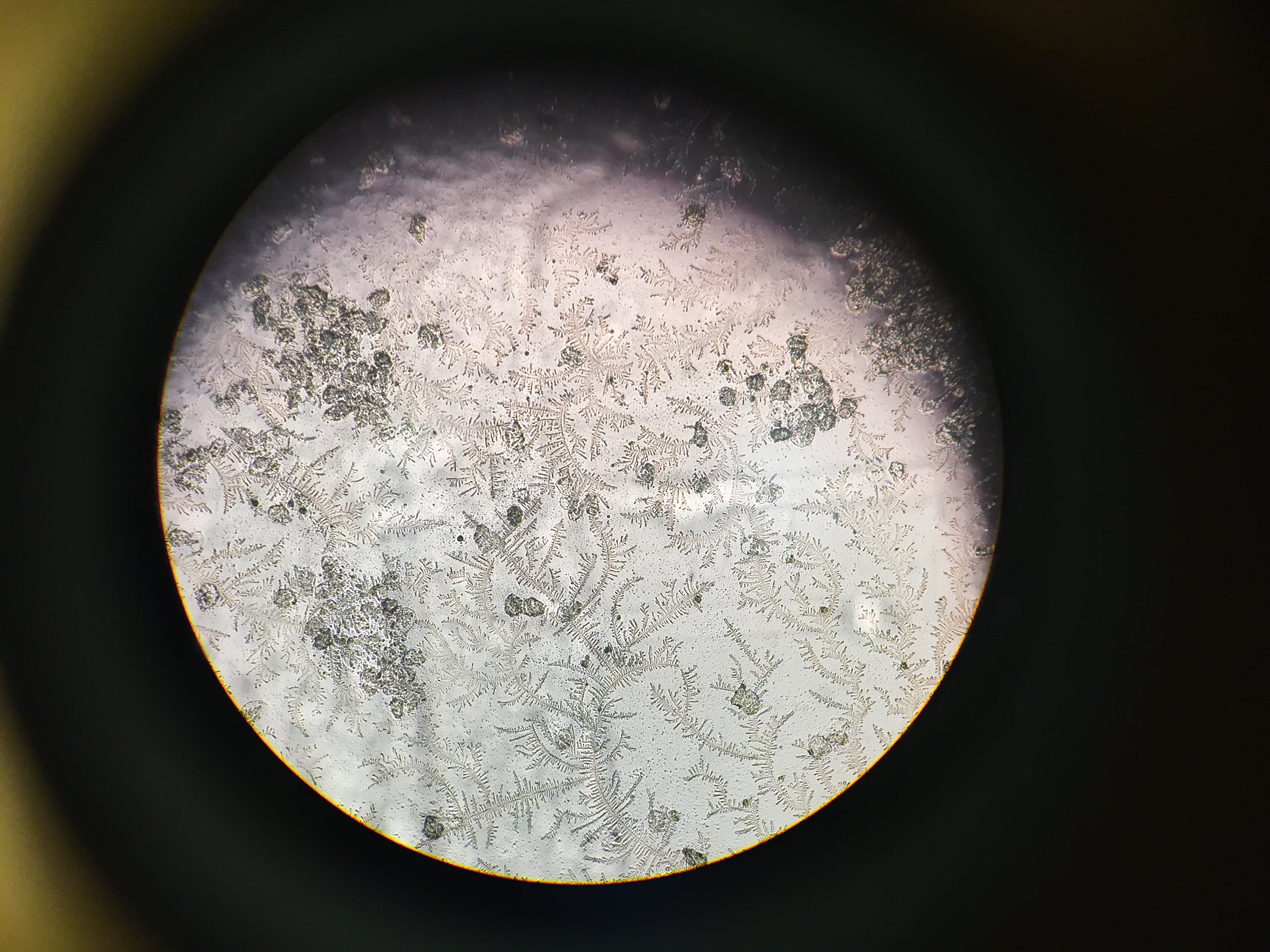
اختبار الترسخس

اختبار التسرخس (بالإنجليزية: Fern test)‏ هو اختبار يشير لنمط مميز «شبيه بالسرخس» لمخاط عنق الرحم عندما يتم ترك عينة من هذا المخاط لتجف على شريحة زجاجية ثم فحصها تحت المجهر منخفض الطاقة. ويستخدم اختبار التسرخس لدعم الأدلة على وجود السائل السلوي، ولذا يشيع استخدام هذا الاختبار في التوليد للكشف عن تمزق الأغشية وبدء المخاض. كما يمكن أن يوفر أدلة غير مباشرة على الإباضة والخصوبة، على الرغم من أنه لا يمكنه أن يتنبأ بوقت الإباضة.
يحدث التسرخس بسبب وجود كلوريد الصوديوم في المخاط تحت تأثير هرمون الاستروجين. فعندما تكون مستويات هرمون الاستروجين عالية، وذلك قبل الإباضة مباشرة، فإن مخاط عنق الرحم يُشكل أنماط تشبه السرخس بسبب تبلور كلوريد الصوديوم على ألياف المخاط. ويعرف هذا النمط باسم التشجر أو «التسرخش»
عندما يكون هرمون البروجسترون هو الهرمون المهيمن، وذلك في النصف الثاني من دورة العاجية، فإن نمط السرخس يصبح غير ملحوظا، ويغيب تماما بحلول اليوم ال 22 من الدورة الشهرية.